# El último caso del Inspector Gadget
El último caso del Inspector Gadget, es un telefilme de animación y de aventuras producido por DiC Entertainment en 2002.

## Trastienda
Este telefilm está inspirado en la serie de animación estadounidense y franco-canadiense de los 80 Inspector Gadget. El estilo de los personajes principales que aparecen (Gadget, Garra, MadCat,Jefe Quimby, Gadgetomóvil, Sophie y Sultán provienen de la serie Gadget & los Gadgetinis (creada en 2001))

## Sinopsis
El Gadgeto-móvil, además de fiel compañero de trabajo de Gadget, es considerado uno más de la familia. El Inspector se ve obligado a reemplazar a su viejo amigo a causa de sus averías y fallos, por el Road-Star 2000 (R2K), un coche de la más altísima tecnología. 
Mientras todo esto sucede, de la noche al día aparece Devon Debonair, una especie de detective privado que sustituye a Gadget como defensor de Metro City y que, comprando a Gadgeto-móvil hará que el Inspector se ponga celoso y triste por haber dejado a su antiguo coche.

## Los personajes

### Los nuevos
Devon Debonaire
Es el contrincante de Gadget, en unos días se convirtió en el mejor combatiente contra el crimen, dejando al Inspector Gadget
por los suelos, cuando Gadget dejó a Gadgeto-móvil, Debonaire lo compró. Pero lo más impactante es que Devon Debonaire es el
doctor Garra convertido por una fórmula, creada por el doctor Gang , un científico que trabaja para Garra.
Gadgeto-móvil
Es una especie de coche con vida. Este personaje se basa en el coche de la serie Gadget & los Gadgetinis, pero habla.

### Los que han cambiado
Sophie, cuya relación con Gadget en la película no se especifica demasiado, pero es su sobrina, su actitud ante el trabajo
de Gadget es un poco menos intervencionista que en la serie de televisión.
Doctor Garra, ha perdido un poco de fuerza, ya no es como en la serie de los 80. Su gato obeso MadCat está siempre con él.

### Los "supervivientes" (por carácter)
Inspector Gadget, es muy similar al de la serie de los 80, sin embargo, tiene más tendencia a usar menos sus gadgets.
Sultán, es el fiel perro de Gadget.
Jefe Quimby, mantiene el mismo comportamiento que en la serie. Sin embargo en la película podemos verle en su despacho
y en la serie no.

### Curiosidades
- Los personajes de la serie original, el Doctor Gang y el jefe Gontier, en este telefilm se les llama Doctor Garra y Jefe Quimby (debido a que los traductores no han tenido fidelidad a la serie original de los 80) y al Jefe le han puesto como originalmente es

en inglés y a Gang como se traduciría "Claw" al castellano, Garra.
- Al científico que trabaja para Garra, se le llama Dr. Gang, como se llama realmente Garra en la serie de los 80 en España.
- Al que sería el profesor Rodoscopio o Von Slickestein, el creador de los gadgets de Gadget en el telefilm se le llama profesor Gorgonzola.

### Doblaje
| Personaje                    | Actor de voz (USA) | Actor de voz (España) |
| ---------------------------- | ------------------ | --------------------- |
| Gadget                       | Maurice LaMarche   | Carlos del Pino       |
| Sophie                       | Tegan Moss         | Cristina Yuste        |
| Jefe Quimby                  | Jim Byrnes         | Miguel Zúñiga         |
| Doctor Garra                 | Brian Drummond     | Héctor Cantolla       |
| Profesor Gorgonzola          | Colin Murdock      | Claudio Rodríguez     |
| Doctor Gang (científico MAD) | ?                  | Javier Franquelo      |
| Gadgeto-móvil                | J.white            | Rafa Romero           |
| Devon Debonair               | Dale Wilson        | José Antonio Ceinos   |
| Road-star 2000 (R2K)         | Michael Dobson     | Eduardo del Hoyo      |
| Cappy                        | ?                  | Lorenzo Beteta        |
| Velvetmóvil                  | Blu Mankuma        | David García Vázquez  |